# Shusaku Endo
Shūsaku Endō (Japans, 遠藤 周作 Endō Shūsaku) (Tokio, 27 maart 1923 - aldaar, 29 september 1996) was een Japans schrijver. Hij wordt gezien als een van de grootste Japanse schrijvers uit de ‘derde generatie' van na de Tweede Wereldoorlog, samen met Junnosuke Yoshiyuki, Shotaro Yasuoka, Junzo Shono, Hiroyuki Agawa, Ayako Sono en Shumon Miura.
Endo was katholiek. In zijn werken zijn dan ook veel referenties naar dit geloof terug te vinden, evenals verwijzingen naar zijn kindertijd.

## Biografie
Endo werd geboren in Tokio, maar zijn ouders verhuisden kort na zijn geboorte naar het door Japan bezette Mantsjoerije. In 1933 scheidden zijn ouders, waarna Endo met zijn moeder terugverhuisde naar Japan. Ze gingen wonen in Kobe. Zijn moeder bekeerde zich hier tot het katholieke geloof en voedde de jonge Endo op als katholiek. In 1935 werd hij gedoopt en kreeg daarbij de doopnaam Paulus.
Van 1950 tot 1953 studeerde Endo Franse literatuur aan de Universiteit van Lyon.
Regelmatig terugkerende thema's in zijn boeken zijn ervaringen uit zijn jeugd, zoals hoe het is om een buitenstaander te zijn (slechts 1% van de Japanse bevolking is katholiek), zijn leven als buitenlander in Frankrijk, en zijn strijd met tuberculose. Ook behandelen zijn boeken de morele waarden van het leven. Zo komen veel personages in zijn boeken voor morele dilemma’s te staan, en hun keuzes hebben vaak tragische gevolgen. Religie is eveneens een belangrijke rode draad in zijn werk; regelmatig keren Christus-achtige typen een rol, niet zozeer 'heilige' figuren, maar verworpen en geminacht. De werken van Endo worden (mede daarom) wel vergeleken met die van Graham Greene; Greene zelf noemde Endo een van de beste schrijvers van de 20e eeuw.
In 1995 ontving Endo de hoge onderscheiding Orde van Cultuur. Kort daarna stierf hij aan de complicaties van hepatitis in het Keio University Hospital in Tokio op 29 september 1996.

## Prijzen
- 1955 Akutagawa Prize---White Person (Shiroi hito「白い人」)
- 1966 Tanizaki Prize---Silence (Chinmoku, 「沈黙」)

## Museum
In Sotome bevindt zich het Shusaku Endo Literary Museum, dat gewijd is aan Endo's leven en werken.